# Maison de la Croix verte
La maison de la Croix verte est un édifice de la commune de Dol-de-Bretagne, dans le département d’Ille-et-Vilaine en région Bretagne. 

## Situation
Elle se trouve dans le centre-ville de Dol-de-Bretagne, au numéro 18 de la Grande-Rue-des-Stuarts.

## Historique
La cave voûtée dite cave de l’Enfer date du XIIIe siècle tandis que les colombages sont du XVIe siècle. 
La cave de la maison est inscrite au titre des monuments historiques depuis le 27 avril 1972.